# Kirchberg (Kleinmühlingen)

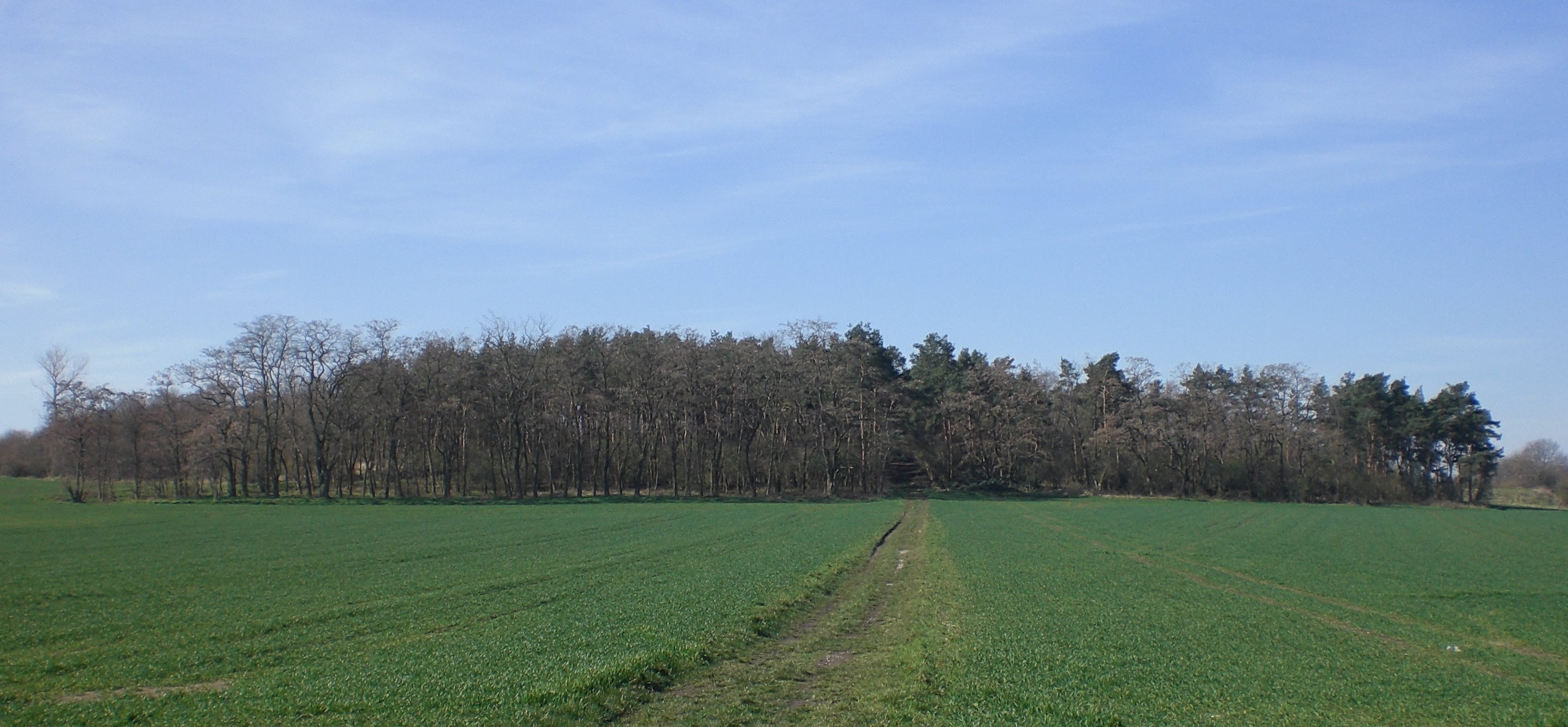
Kirchberg – Blick von Osten

Der Kirchberg, auch als Mühlberg bezeichnet, ist eine Erhebung in der Gemarkung der Ortschaft Kleinmühlingen in Sachsen-Anhalt.
Der Hügel erhebt sich südöstlich von Kleinmühlingen bis auf eine Höhe von 87,8 m. Auf der Ostseite ist der Hügel bewaldet. Etwas weiter östlich verläuft die L 65 von Schönebeck (Elbe) nach Calbe (Saale). Laut Bodendenkmalliste des Landes Sachsen-Anhalt wurden in vorgeschichtlicher Zeit auf dem Kirchberg sechs Grabhügel errichtet. Möglicherweise diente er später auch als Standort für eine Burg. In der Nähe des Gipfels befindet sich die Windmühle Kleinmühlingen. Als Standort einer Mühle ist der Berg seit 1848 in Nutzung. Der Bereich um die Mühle wird zum Teil für Feste und Veranstaltungen des Ortes genutzt. Das auch derzeit als geschütztes Biotop ausgewiesene Areal wurde mit Verordnung vom 25. Januar 1926 zum Naturschutzgebiet erklärt. In den 1930er Jahren wurde ein Findling als „Hitler-Stein“ wenige Meter vom Mühlenstandort platziert und am 30. Juli 1996 durch einen Blitz zertrümmert. Die Einzelteile des Findlings befinden sich auch heute noch auf dem Gipfel.